# Charles Bargue
Charles Bargue (França, 31 de março de 1825 - 6 de abril de 1883) foi um pintor e litógrafo francês conhecido por criar um importante curso de desenho (Curso de Desenho Bargue).

## Carreira
O seu trabalho mais importante é o 'Cours de Dessin' (Curso de Desenho), conhecido como um dos cursos de desenho clássico mais influentes de toda a história. O curso foi feito em colaboração com o artista Jean-Léon Gérôme. Publicado entre 1866 e 1876 pela editora Goupil & Cie, continha 197 litografias impressas em folhas individuais. O curso tinha como objetivo orientar os alunos na aprendizagem do desenho realista, desde o desenho a partir de moldes de gesso, ao estudo dos desenhos dos grandes mestres e, finalmente, ao desenho a partir do modelo vivo. O Curso de Desenho Charles Bargue é usado mundialmente por muitas academias e ateliês que se concentram no Realismo Clássico. Entre os artistas que aprenderam a desenhar a partir de estampas Bargue estão Pablo Picasso  e Vincent van Gogh, tendo este último copiado o conjunto completo das 197 estampas em 1880/1881 e novamente em 1890. Van Gogh atribuiu a este curso Bargue a sua capacidade de desenhar "o que antes me parecia totalmente impossível está agora a tornar-se gradualmente possível.".

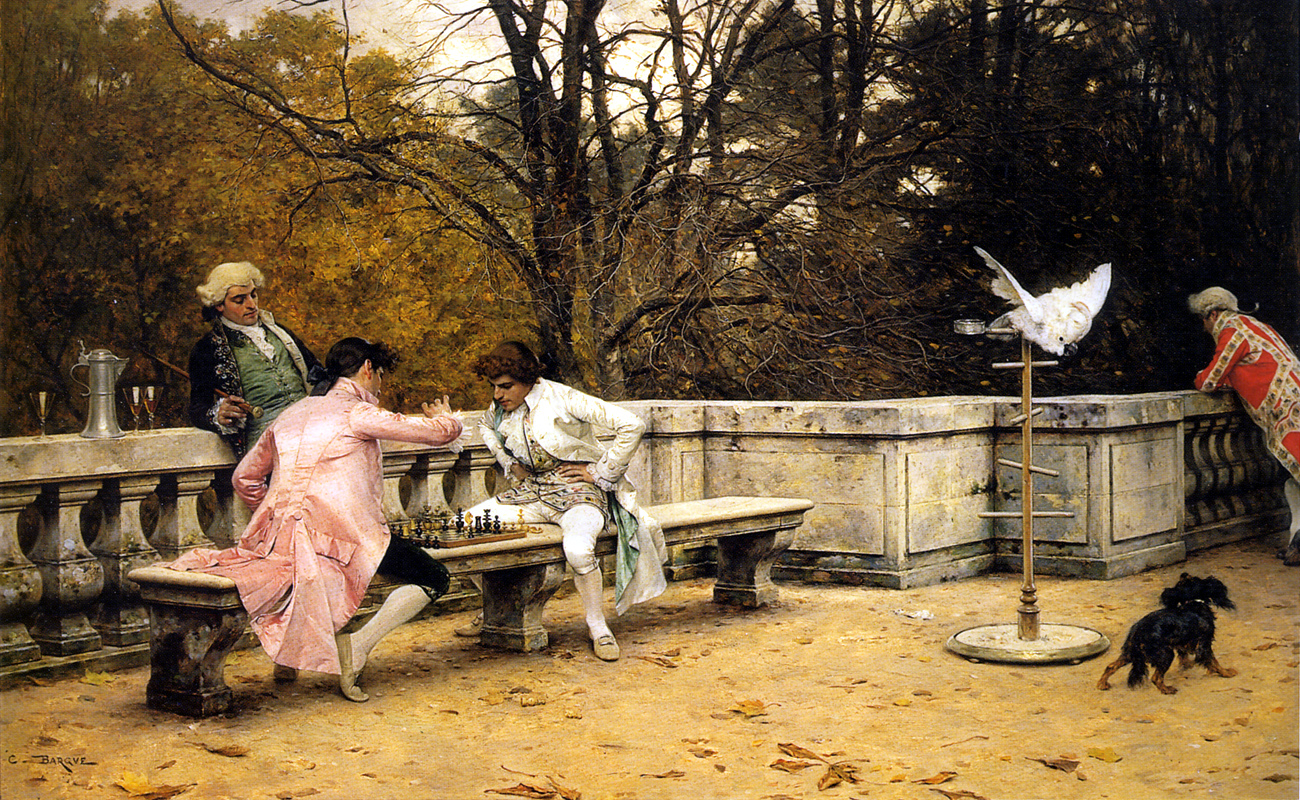
O Jogo de Xadrez, de Charles Bargue

O mestre de Charles Bargue foi o pintor Jean-Léon Gérôme. Bargue colaborou imenso com Gérôme e foi influenciado pelo seu estilo orientalista e de gênero histórico. A última pintura de Bargue foi inclusivé terminada por Gérôme, pertencendo à coleção da Biblioteca Pública de Malden, Malden, Massachusetts, EUA. Bargue viajou bastante pelo Norte da África e pelos Bálcãs, altura em que pintou muitos retratos de pessoas locais com detalhes meticulosos.